# 小田康
小田 康（おだ やすし）は、クノール食品代表取締役社長。愛知県出身。
1976年、名古屋大学大学院理学研究科修了。同年、味の素入社。2005年、味の素パッケージング代表取締役社長。2007年、クノール食品代表取締役社長。

## 経歴
- 1976年 名古屋大学大学院理学研究科修了
- 1976年  味の素入社
- 2005年 味の素パッケージング代表取締役社長
- 2007年 クノール食品代表取締役社長（2011年退任[1]）